# Kristin Adolfsson
Kristin "Kicki" Adolfsson, född 13 juli 1973, är en svensk tidigare handbollsspelare. Hon spelade tre landskamper och gjorde tio mål för Sveriges landslag, 1997.
Adolfsson spelade för HP Warta. Hon vann skytteligan i elitserien 1999/2000 med 175 gjorda mål på 29 matcher.